# Praslin (Seychelles)
Praslin è un'isola dell'oceano Indiano che fa parte dell'arcipelago delle Seychelles. Seconda isola in ordine di grandezza, si trova a 36 km a nord-est di Mahé e a 6 km da La Digue.
Il nome originale dell'isola era "Isle de Palme" ("Isola delle Palme"), derivante dalla presenza, al suo interno, della Vallée de Mai.
Amministrativamente, l'isola è divisa nei due distretti di Baie Sainte Anne e Grand'Anse Praslin.

## Clima e Ambiente
Praslin gode di un clima caldo e tropicale tutto l'anno. Non esiste una vera e propria stagione delle piogge anche se il tempo è dominato da due alisei che soffiano in direzioni opposte a seconda del periodo dell'anno. Gli alisei di nord-ovest spirano da ottobre a marzo e la velocità del vento è in media di 8-12 nodi. Gli alisei di sud-est sono invece prevalenti da maggio a settembre e la velocità del vento è più sostenuta.
Praslin è un'isola di granito, con una catena montuosa che corre da est a ovest come una spina dorsale. Attraversata da poche e ristrette strade asfaltate, Praslin è delimitata da numerose spiagge bianche che risultano essere la motivazione principale del soggiorno su quest'isola.
Il territorio non presenta elevate altitudini: gli altopiani sfiorano a malapena i 350 metri. I suoi paesaggi sono caratterizzati da una fitta e rigogliosa vegetazione alternati a costoni di roccia modellati dall'azione delle onde e del vento.
Lungo la costa occidentale dell'isola è presente un piccolo aeroporto che collega Praslin alle altre isole. Il principale villaggio sorge a Baie Sainte Anne: qui si trovano la banca, i negozi, l'ospedale, la chiesa e un porto naturale.

## Spiagge

### Anse Lazio
È sicuramente la spiaggia più famosa e fotografata di Praslin. Si trova all'estremità nord-occidentale dell'isola. È una lunga e ampia spiaggia di sabbia bianca che si estende tra acque turchesi e un fitto bosco di palme e alberi di takamaka. È limitata a ciascuna estremità da una serie di massi di granito.

### Anse Volbert
Meglio nota come Côte d'Or, questa spiaggia si trova a circa 4 km dal piccolo porto di Baie Sainte Anne. La spiaggia è lunga circa 3 km ed è caratterizzata da sabbia bianca e mare turchese. Lungo la strada, alle sue spalle, sorgono i principali alberghi e guesthouse dell'isola, nonché diversi ristoranti e una gelateria. Da questa spiaggia partono le escursioni alle piccole isole vicine.

### Anse Georgette
Ampio e lungo litorale di sabbia bianca incorniciato da massi di granito e con alle spalle una florida e verde vegetazione. Questa spiaggia si trova nella parte nord-occidentale dell'isola.

### Grand Anse
Lungo litorale di sabbia bianca che occupa la parte meridionale dell'isola. Questa spiaggia risente molto del fenomeno delle maree e da maggio ad ottobre è caratterizzata da una cospicua presenza di alghe.

### Anse Kerlan
Sottile e lunga spiaggia bianca situata vicino all'aeroporto, sulla costa nord-occidentale.

### Anse Boudin
Situata a nord-ovest, si tratta di una lunga spiaggia con sabbia dorata e granulosa.

### Anse la Blague
Lungo litorale di sabbia bianca situato all'estremità sud-orientale dell'isola, delimitato da un mare calmo e turchese e da una fitta vegetazione.

## Escursioni

### Vallée de Mai
Dichiarata Patrimonio dell'Umanità dall'UNESCO, è uno dei due soli luoghi al mondo dove la rara palma del cocco di mare cresce allo stato naturale (l'altro è la vicina Curieuse). La valle è amministrata dalla SIF (Seychelles Island Fondation). Con l'intento di abbellirla, verso la fine degli anni trenta, vi furono impiantati il caffè e alcune piante ornamentali. Nel 1945 la valle fu acquistata dal governo che continuò questa operazione. Da alcuni anni invece si sta cercando di far tornare la valle al suo stato originario.
Nella valle sono stati creati tre sentieri, ognuno di lunghezza diversa, che conducono a tutte le zone e a tutte le specie vegetali interessanti. Ad esempio, nel ruscello che attraversa il parco si possono osservare il granchio e il gambero gigante di acqua dolce; tra le fronde è invece possibile scorgere il rarissimo pappagallo nero, il colibrì e il merlo delle isole. Camminando nella foresta, si incontrano boschetti di bois rouge, cedri, felci, piante di ananas, le orchidee della vaniglia, takamaka, acacie, latanier, bambù, guaiave, manghi e banani. Nel sottobosco capita di vedere la lucertola Mabuya Seychellensis, il geco color bronzo e il camaleonte Chamaleo tigris.

### Isola Curieuse
Curieuse è un'isola di granito che si trova a 2 km dalla costa nordorientale di Praslin. Può essere raggiunta con una delle tante piccole imbarcazioni che partono da Anse Volbert. Si tratta di un isolotto disabitato, vegetatissimo, con grandi takamaka che ne ombreggiano le spiagge.
Dal 1829 al 1965 è stata utilizzata per deportarvi gli ammalati di lebbra. Oggi il cimitero e la casa del dottore (monumento nazionale che ospita il centro per i visitatori) sono accessibili al pubblico.
L'isola ospita inoltre un centro delle tartarughe giganti, introdotte dall'atollo di Aldabra come parte del programma di protezione delle tartarughe. Ai visitatori è concesso visitare il territorio protetto dove vivono in semilibertà questi rettili.

### St. Pierre
St.Pierre è un isolotto di granito che si trova di fronte alla spiaggia di Anse Volbert. Interamente disabitato, le sue acque sono ideali per lo snorkeling.

## Galleria d'immagini

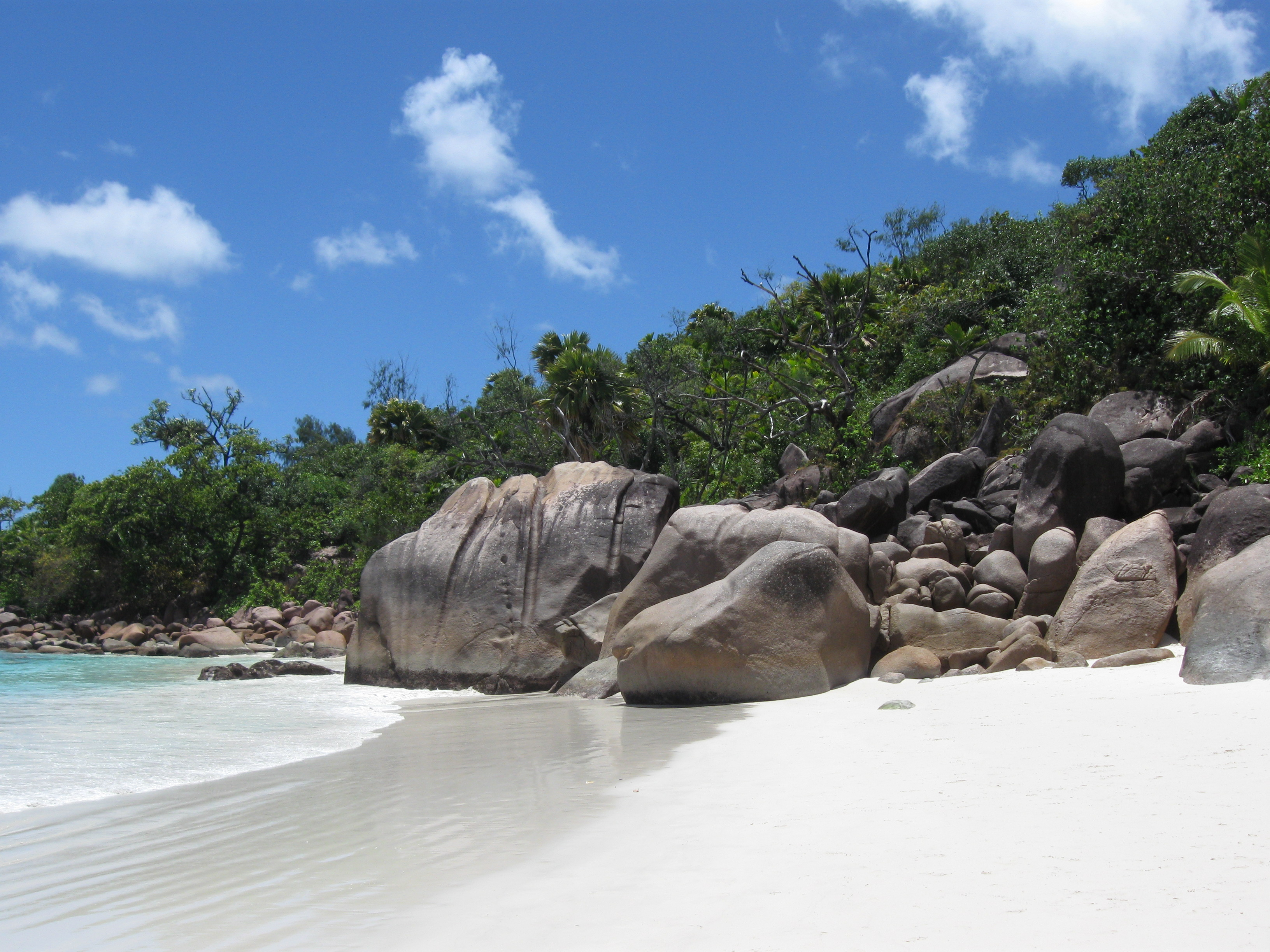
Anse Lazio
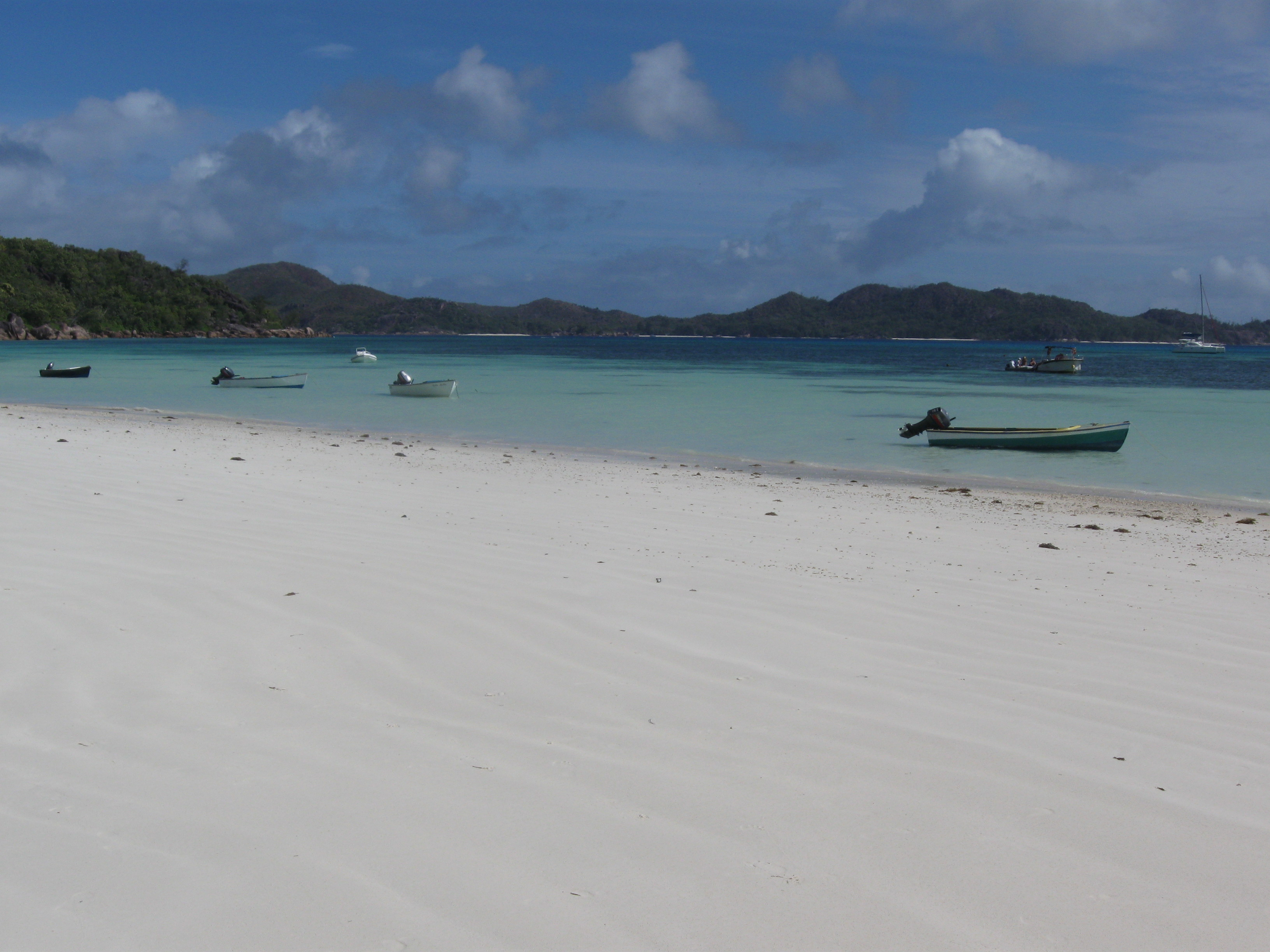
Anse Volbert
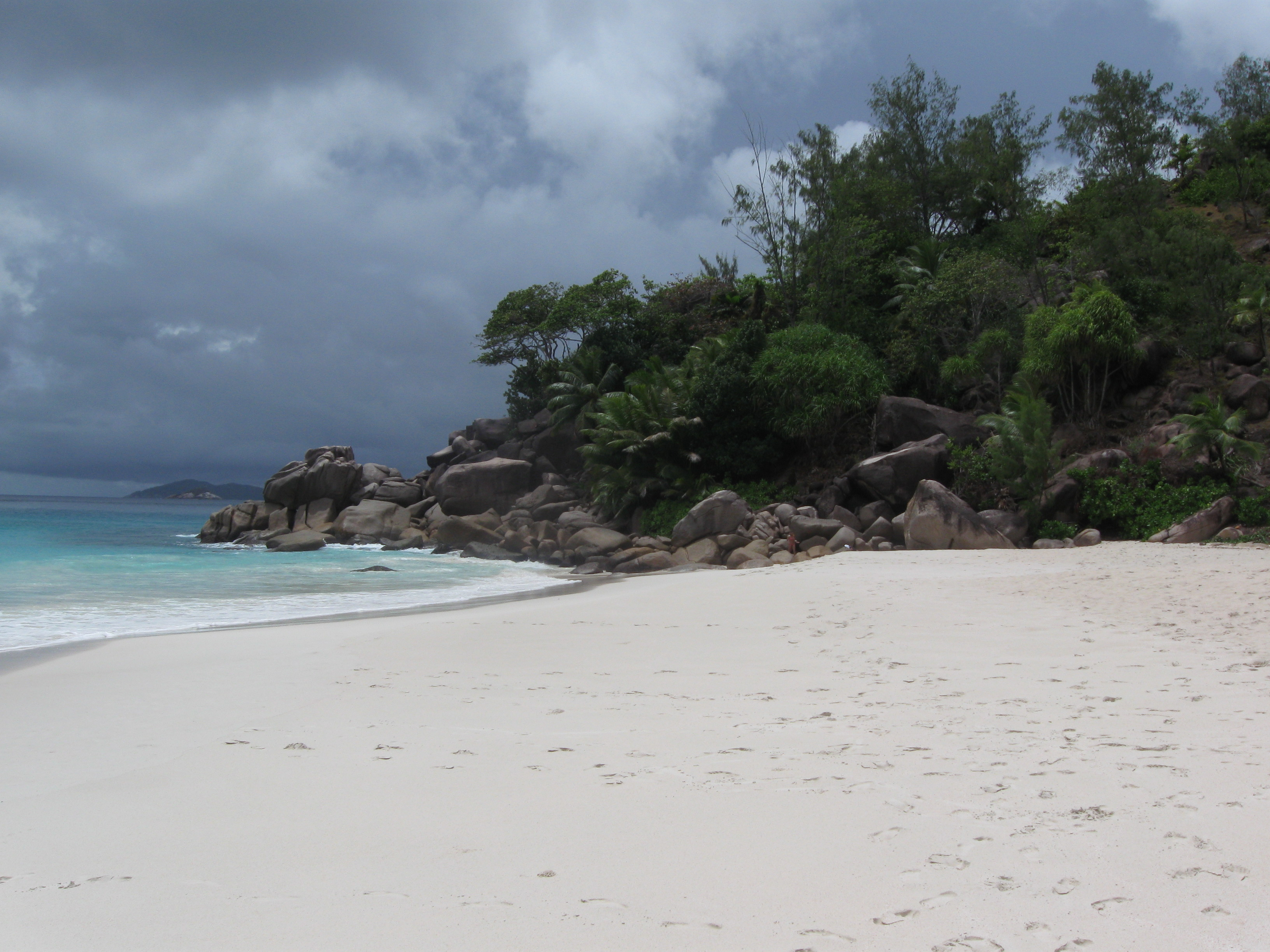
Anse Georgette
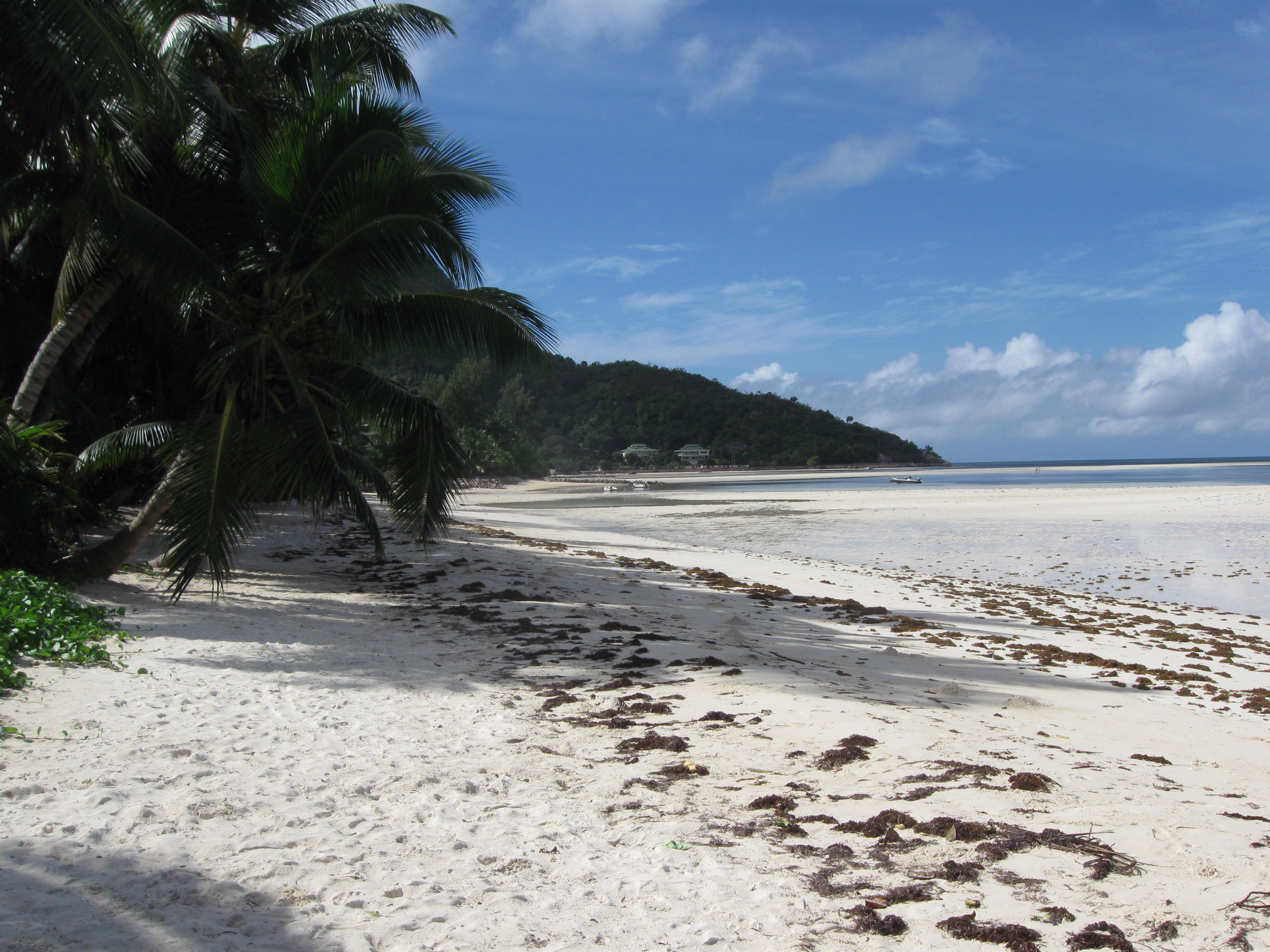
Grand Anse
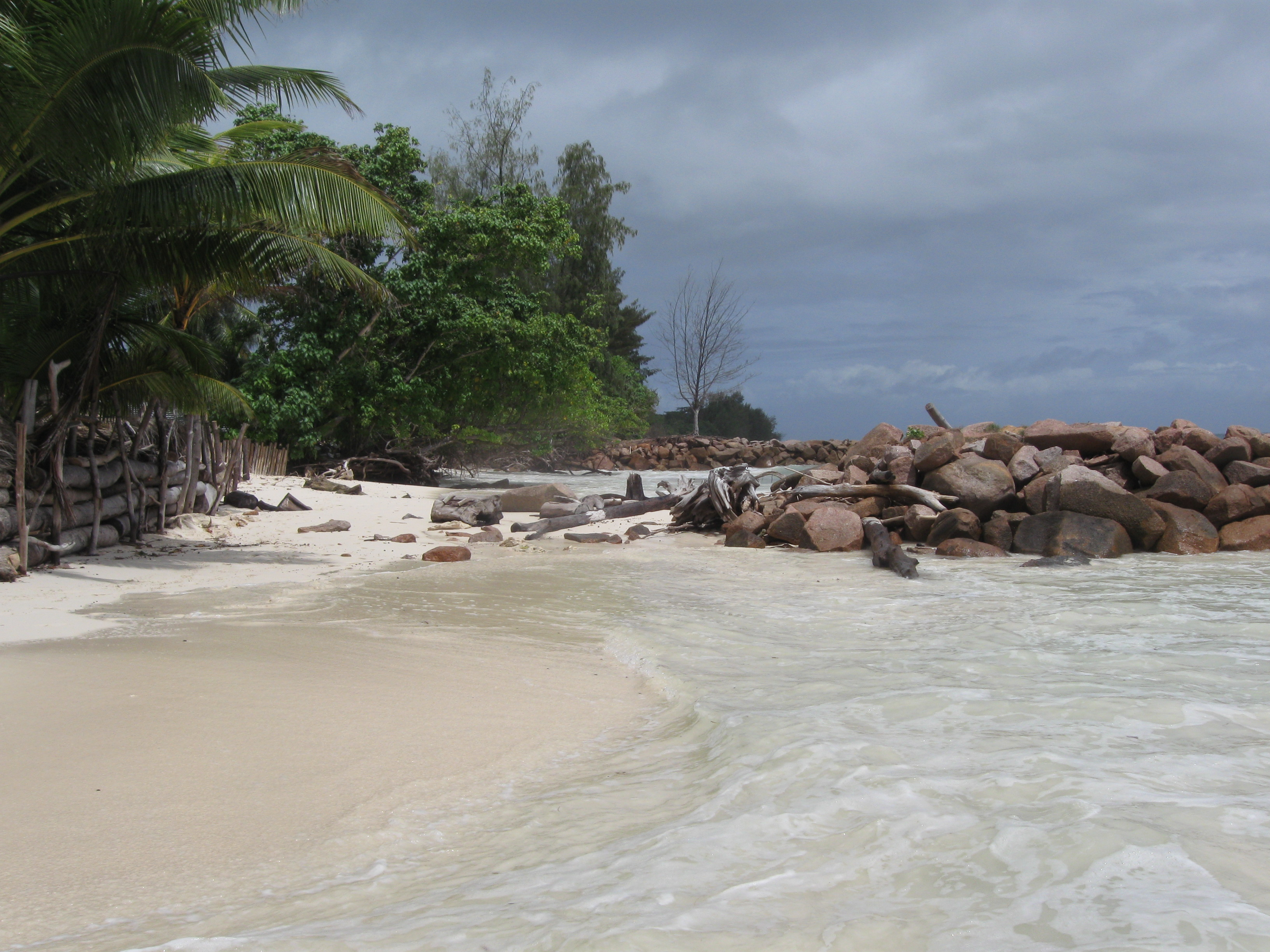
Anse Kerlan
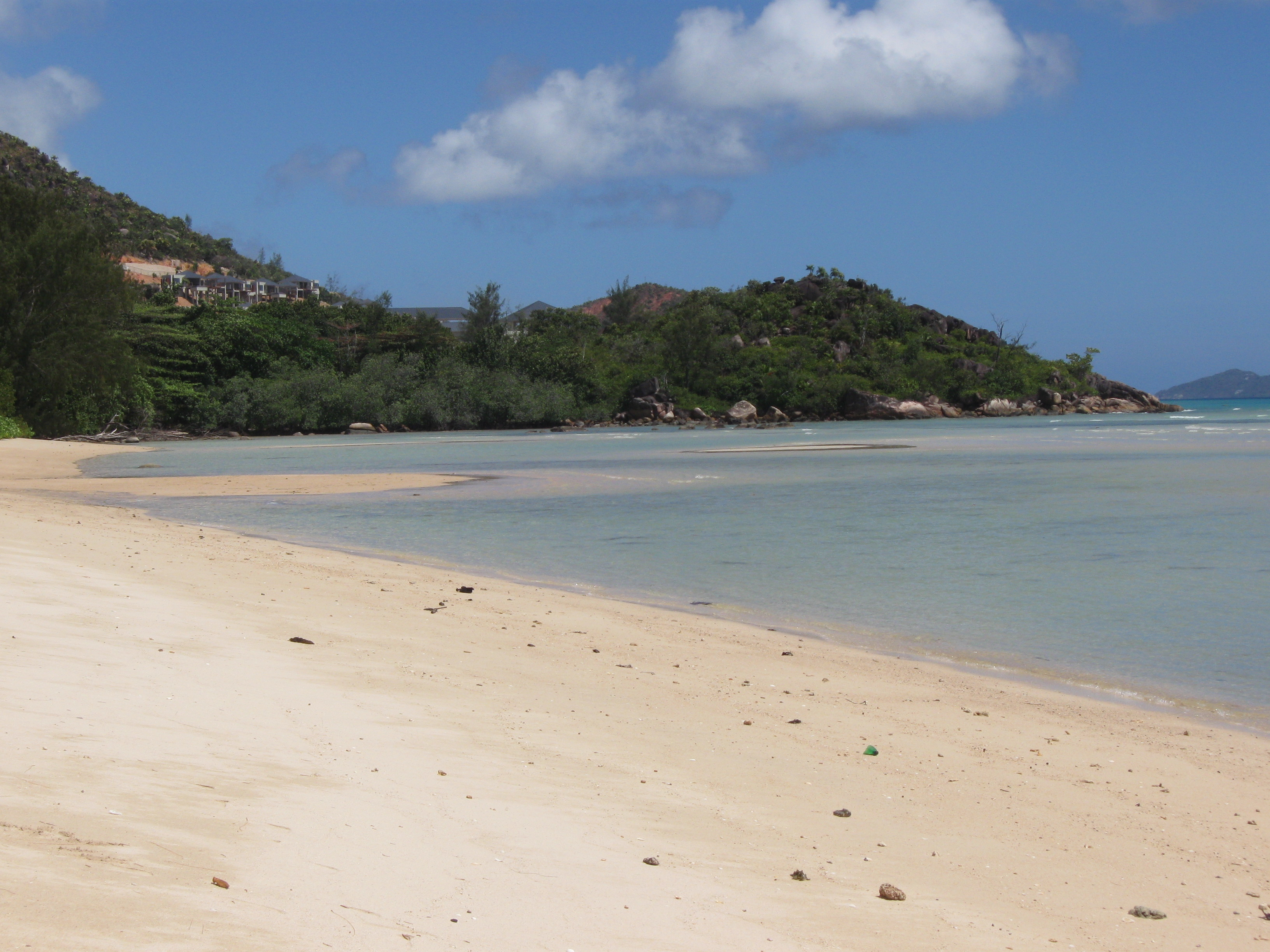
Anse Boudin
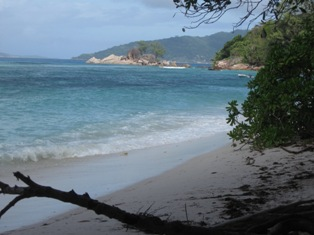
Anse la Blague
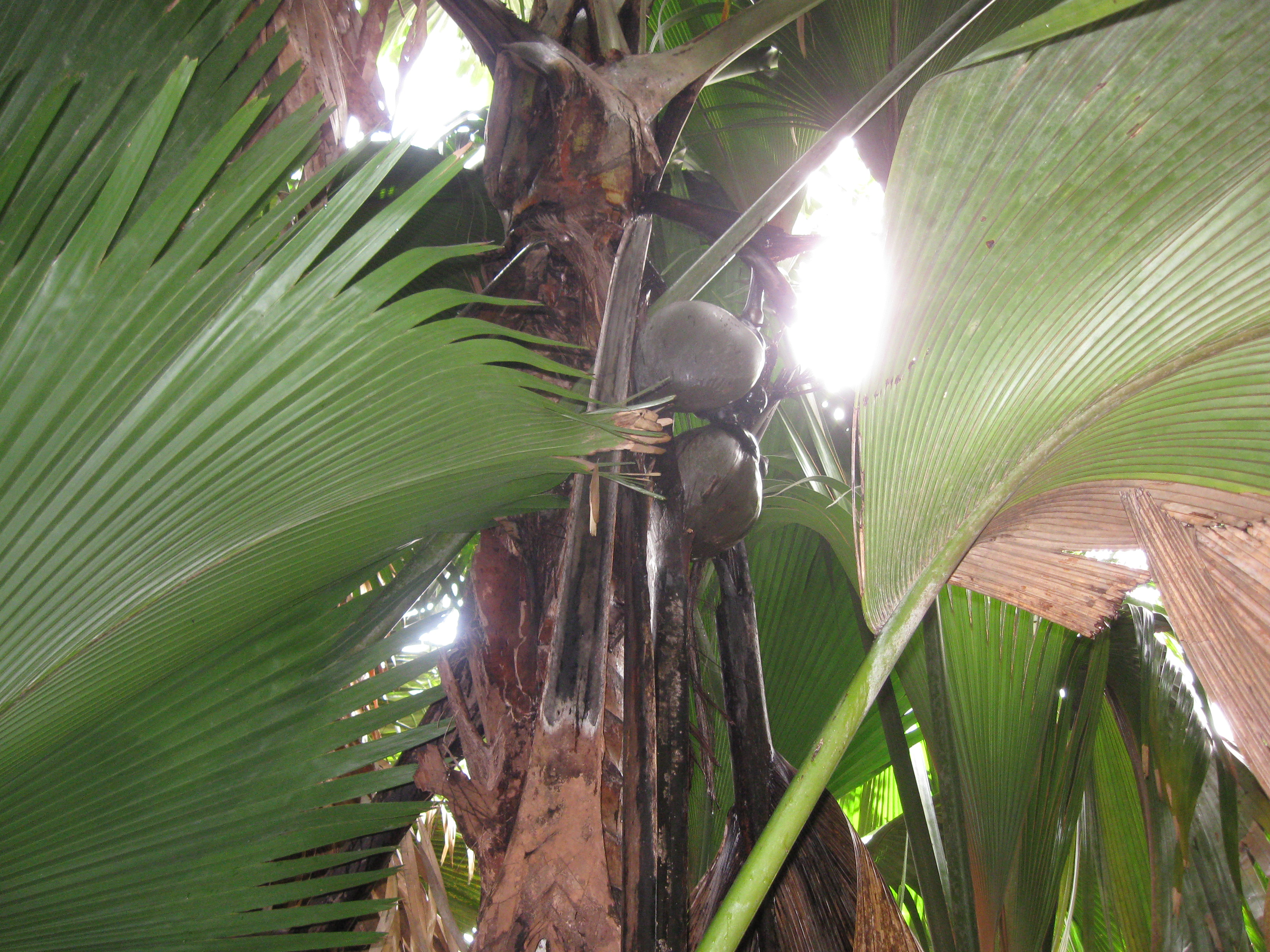
Vallée de Mai
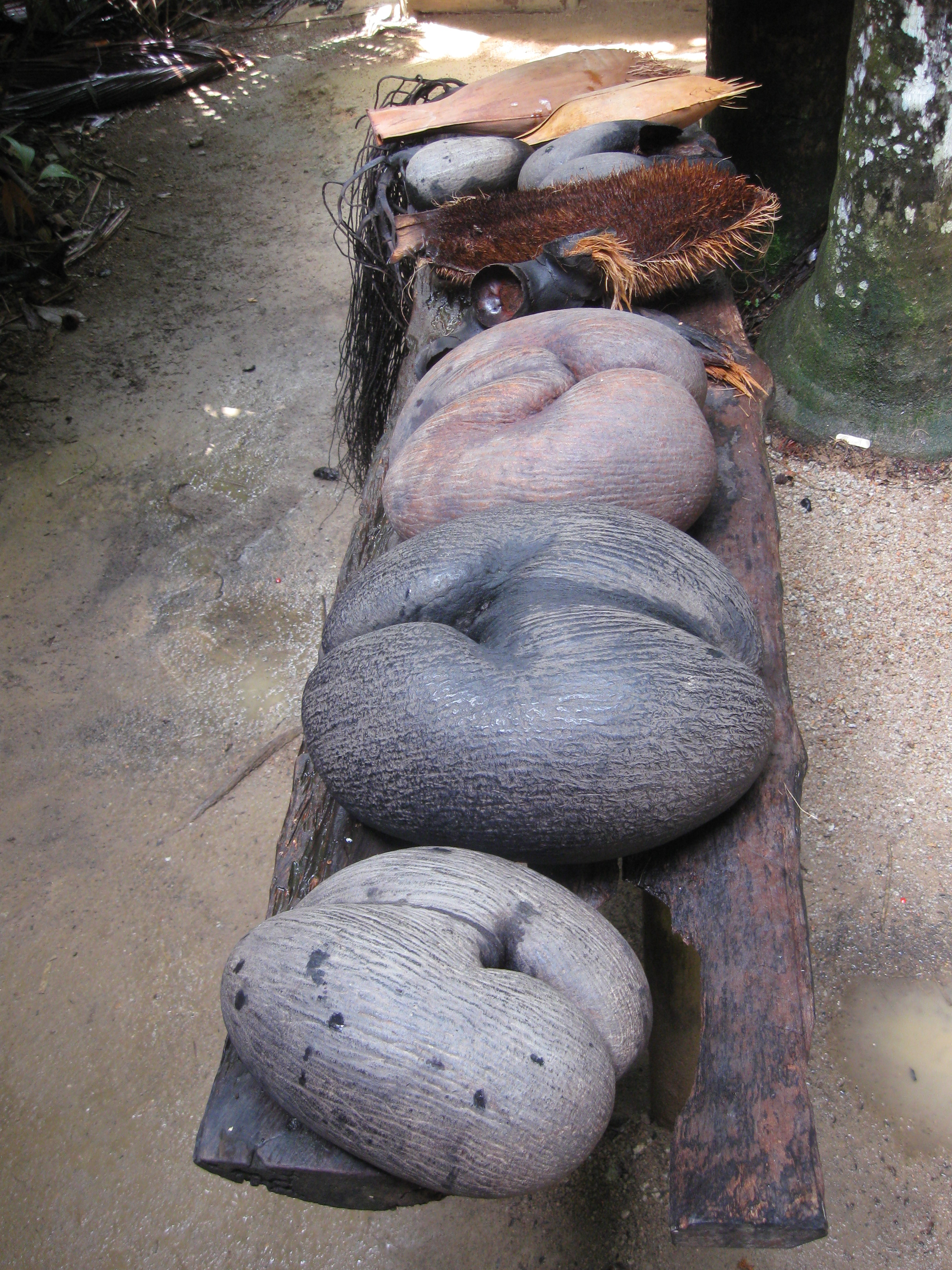
Ingresso Vallée de Mai
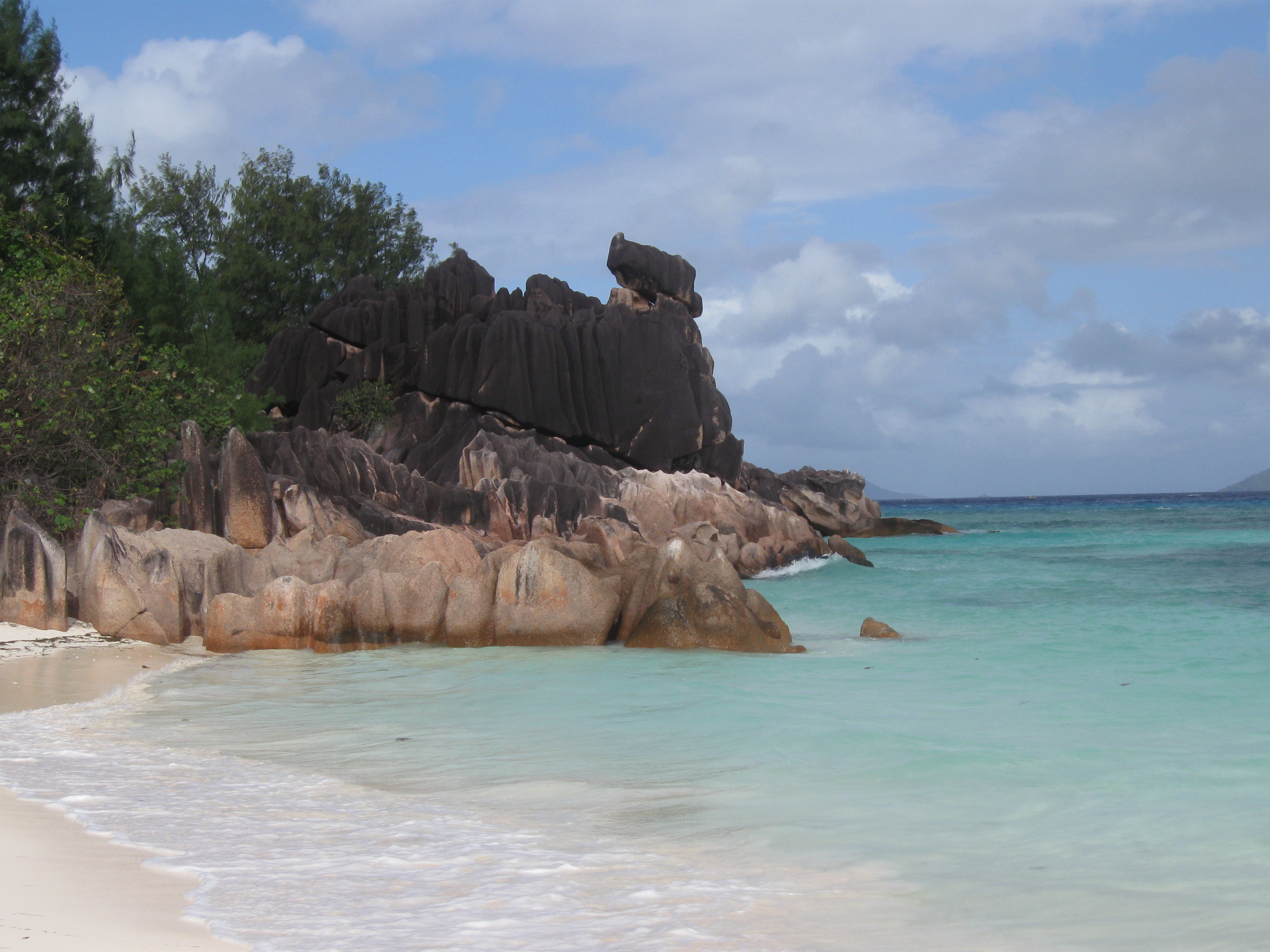
Curieuse
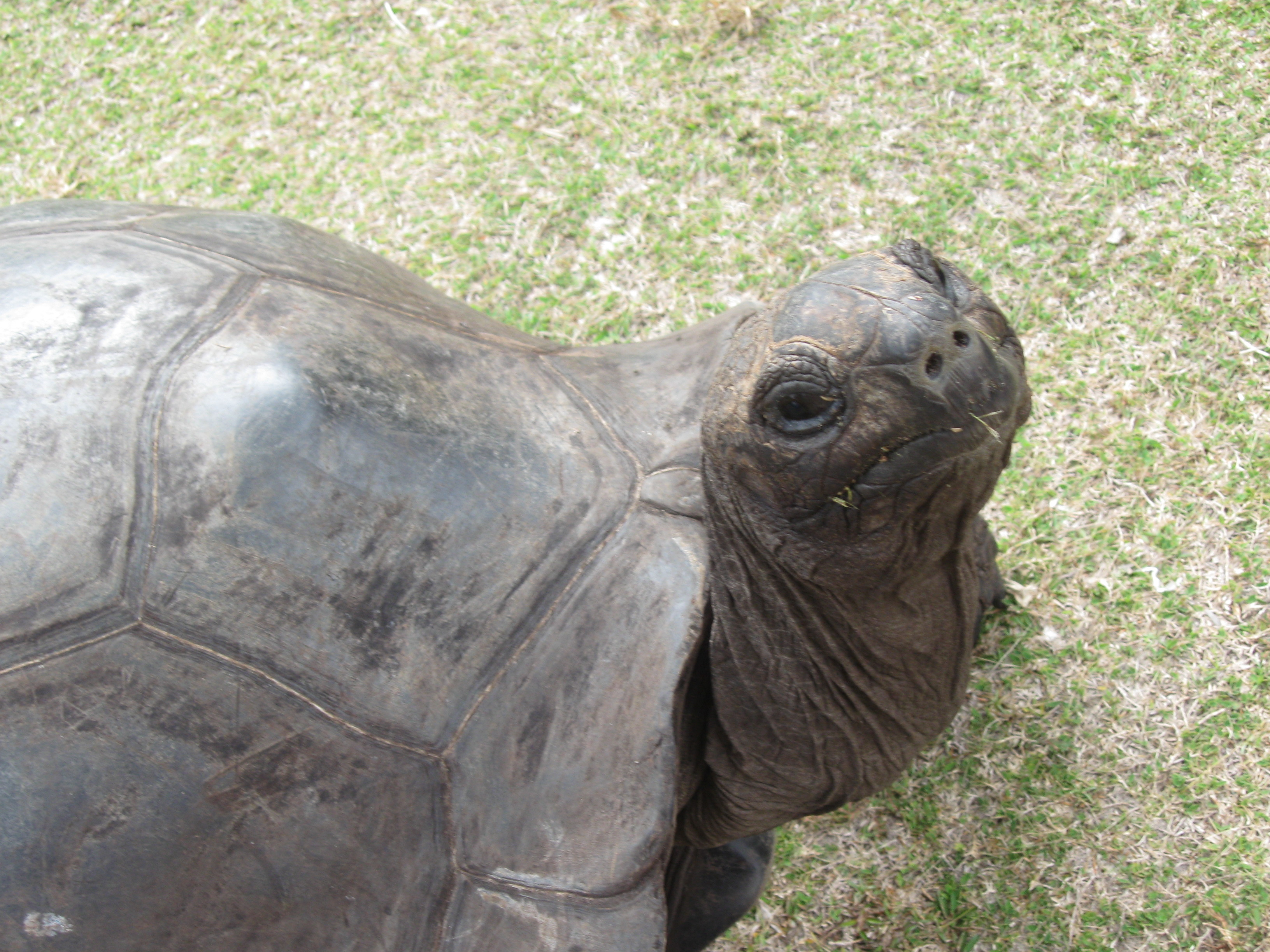
Tartaruga a curieuse
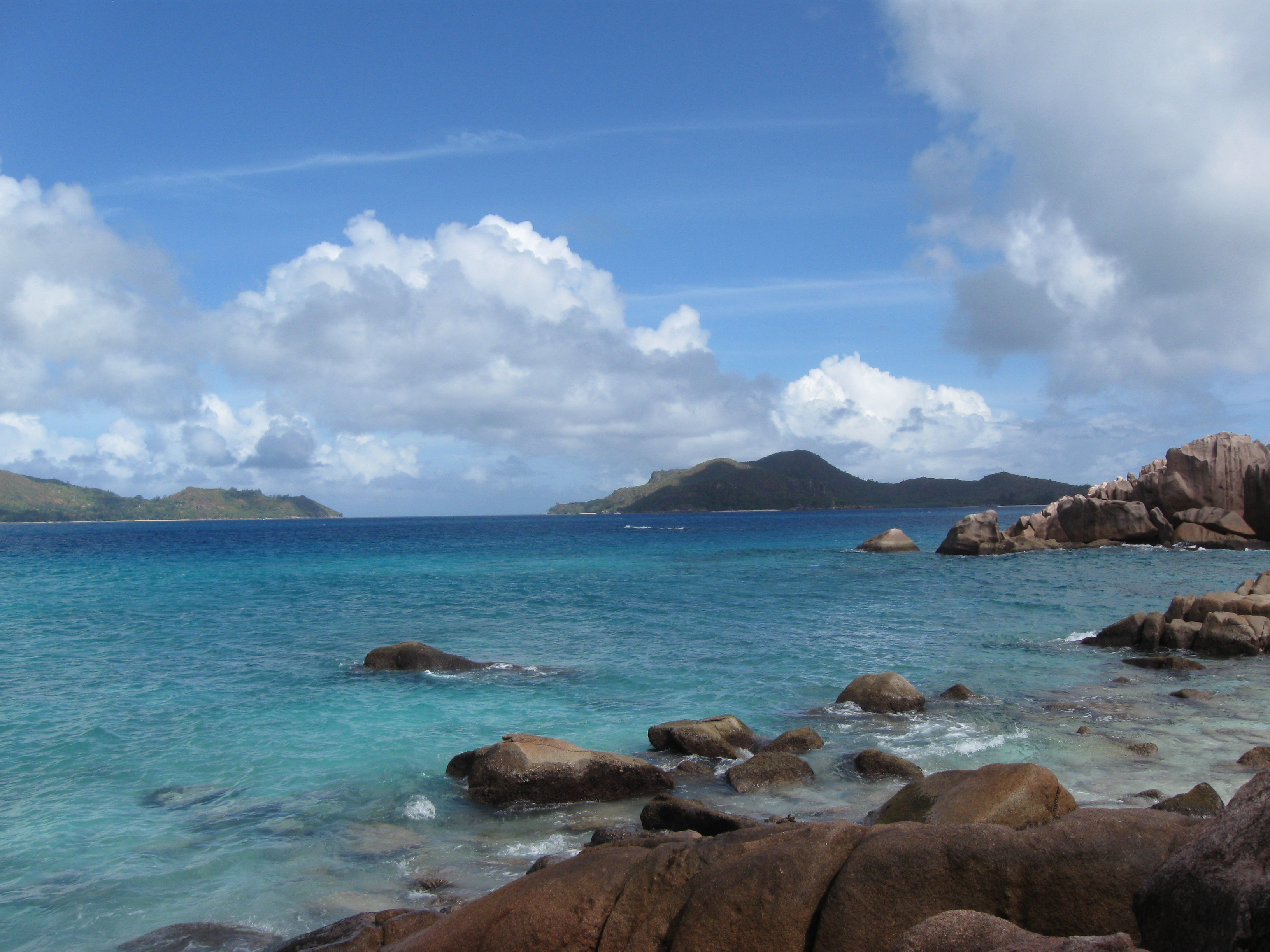
St.Pierre